# Cordeiro de Minas
Cordeiro de Minas é um distrito do município brasileiro de Caratinga, no interior do estado de Minas Gerais. Segundo o censo demográfico de 2022, realizado pelo Instituto Brasileiro de Geografia e Estatística (IBGE), sua população era de 2 669 habitantes e havia 960 domicílios particulares permanentes ocupados. Possui área de 152,93 km² conforme a Fundação João Pinheiro (FJP). Foi criado pela lei complementar nº 04 de 29 de agosto de 1991.
De acordo com o IBGE, em 2010 a população era de 2 340 habitantes e havia 938 domicílios particulares.